# NGC 6724
NGC 6724 је група звезда у сазвежђу Орао која се налази на NGC листи објеката дубоког неба.
Деклинација објекта је + 10° 25' 42" а ректасцензија 18h 56m 46,0s. Привидна величина (магнитуда) објекта NGC 6724 износи 6,8.